# Leuctra dylani
Leuctra dylani är en bäcksländeart som beskrevs av Alfred Byrd Graf 2007. Leuctra dylani ingår i släktet Leuctra och familjen smalbäcksländor. Inga underarter finns listade i Catalogue of Life.